# Veled haraptat csillagot
A Vágtázó Halottkémek Veled haraptat csillagot című lemeze 2012. december 3-án jelent meg. A 2009-es Forgószél! – VHK idéző lemezt (amely bár Vágtázó Életerő néven jelent meg, utólag ezt is a VHK-lemezek közé sorolják) követő album Magyarországon szerzői kiadásban jelent meg. Európa más országaiban a finn Ektro Records kiadásában lát napvilágot. A számokat a SuperSize Recordings stúdióiban rögzítették, a lemezbemutató koncert pedig a Petőfi Csarnokban rendezett Világvége Fesztiválon volt 2012. december 21-én.

## Ismertető
A lemez első dala, a Kézfogás a valóságból kilépve és szárnyakra kelve hipnotikus erővel adja meg az egész album alaphangulatát. A szám bár nem rendelkezik szöveggel, de a Grandpierre élettel teli, ám fájdalmas üvöltései hatják át. A Kézfogás után következnek a „tipikusan” Vágtázó Halottkémek szerzemények.Előbb a Szerelembe Zuhanás, melynek gyönyörű szövege kiegészül a drámai, egyre kitárulkozó zenével, majd ezt követi a pszichedelikus álomként pompázó Holdak Kelet Felé és a Szárnyas Égbolt. Az utolsó két dal (Az Élet Ünnepe, Hun Testvériség) egyszerűbb punkosan vad szerzemények, melyek fogós, dúdolható, táncra csábító népzenei motívumokkal lettek feldíszítve.

## Az album adatai

### Zeneszámok[3]
1. Kézfogás
2. Szerelembe Zuhanás
3. Az Élet Ünnepe
4. Holdak Kelet Felé
5. Szárnyas Égbolt
6. Belső Világegyetem
7. Hun Testvériség

### Közreműködők[2]
- Grandpierre Attila – ének
- Molnár Lajos „Lujó” – gitár
- Mestyán Ádám – basszusgitár
- Németh László „Fritz” – gitár
- Soós Lajos „Szónusz” – basszusgitár, hegedű
- Király Zoltán – dob
- Köles Vazul – üstdob

## Kritikák
- „Különlegesen gyönyörű, romantikus világot idéz meg a "Szerelembezuhanás" és a Szárnyas égbolt, az Élet ünnepe és a Huntestvériség pedig az élet őserejének fergeteges energiáktól feszülődalai. Tágra nyitják a kapukat, s a kozmikus életerő itt a Földön is csillagokat haraptat a hallgatóval!”[4]
- „Az itt hallható hét dal azonban egyenesen a nyolcvanas évek végi korai albumok idejéig repít vissza! Leginkább A Világösztön kiugrasztásával lehetne rokonítani, az érzetre improvizatív megközelítés, a zeneiség hagyományos keretei közül kilépve gondolkodó határtalanság ugyanazt a korai időket jellemző sajátos hangulatot hozza vissza.”[5]
- „A szokatlanul életszerű, pszichedelikusan fejlődő átélést, az élet fordulópontjainak rendkívüli drámaiságát hordozzák az új lemezen hallható Holdak Kelet felé ill. Belső Világegyetem című dalok. Különlegesen gyönyörű, romantikus világot idéz meg a Szerelembe zuhanás és a Szárnyas égbolt, az Élet ünnepe és a Hun testvériség pedig az élet őserejének fergeteges energiáktól feszülő dalai. Tágra nyitják a kapukat, s a kozmikus életerő itt a Földön is csillagokat haraptat a hallgatóval!”[6]